# Víctor Rodríguez Andrade
Víctor Pablo Rodríguez Andrade (2. května 1927, Montevideo – 19. května 1985, Montevideo) byl uruguayský fotbalista. Hrával na pozici obránce či záložníka.
S uruguayskou reprezentací vyhrál mistrovství světa roku 1950. Na tomto šampionátu byl federací FIFA zařazen i do all-stars týmu. Hrál i na světovém mistrovství roku 1954, kde Uruguayci skončili čtvrtí. Celkem za národní tým odehrál 42 utkání.
S Peñarolem Montevideo se stal dvakrát mistrem Uruguaye (1953, 1954).
Byl synovcem José Leandro Andradeho, mistra světa z roku 1930.